# Erguimento da Cruz

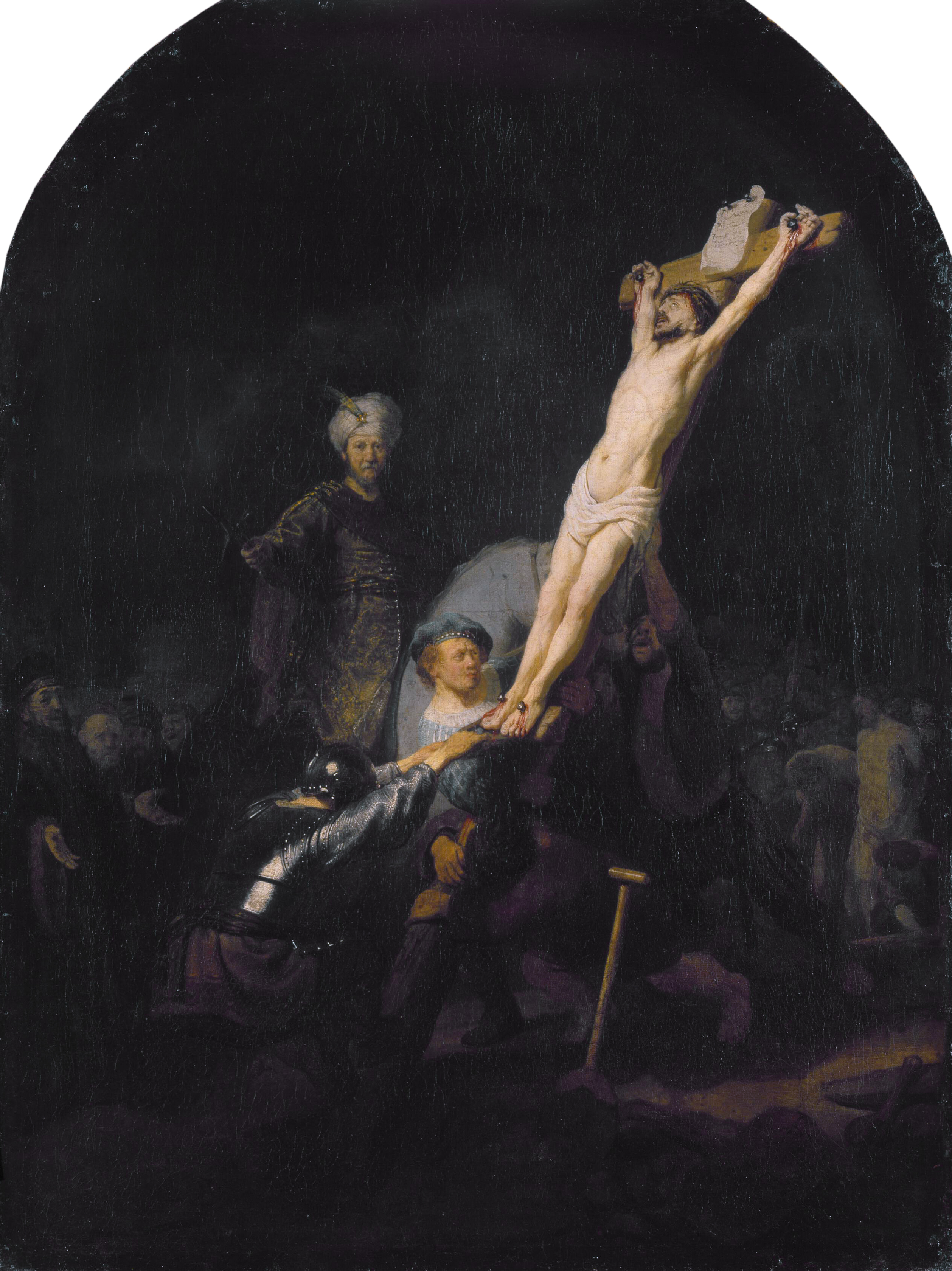
O Erguimento da cruz.
1633. Por Rembrandt, atualmente na Antiga Pinacoteca de Munique, Alemanha.

O Erguimento da cruz é um episódio que é parte da crucificação de Jesus e um tema separado da arte cristã em suas representações da vida de Jesus. Entre as principais obras a tratarem deste tema estão "A Elevação da Cruz", de Rubens, e "A Elevação da Cruz", de Rembrandt.
Em João 12:32, Jesus previu que seria "levantado da terra" para "atrair todos a mim". No versículo seguinte, João explica que Jesus estava fazendo referência à sua morte. 